# Nantillé
Nantillé ist eine französische Gemeinde mit 326 Einwohnern (Stand: 1. Januar 2022) im Département Charente-Maritime in der Region Nouvelle-Aquitaine (vor 2016: Poitou-Charentes); sie gehört zum Arrondissement Saint-Jean-d’Angély und zum Kanton Chaniers. Die Einwohner werden Nantillais und Nantillaises genannt.

## Geographie
Nantillé liegt etwa 62 Kilometer südöstlich von La Rochelle. Umgeben wird Nantillé von den Nachbargemeinden Asnières-la-Giraud im Nordwesten und Norden, Sainte-Même im Nordosten, Authon-Ébéon und Bercloux im Osten und Südosten, Écoyeux im Süden und Südwesten sowie Saint-Hilaire-de-Villefranche im Südwesten und Westen.

## Bevölkerungsentwicklung
| Jahr                       | 1962 | 1968 | 1975 | 1982 | 1990 | 1999 | 2008 | 2019 |
| Einwohner                  | 308  | 270  | 244  | 261  | 259  | 278  | 329  | 324  |
| Quellen: Cassini und INSEE |      |      |      |      |      |      |      |      |

## Sehenswürdigkeiten
- Kirche Saint-Hilaire
- Skulpturengarten von Albert Gabriel (1904–1997): der Pensionär schuf etwa 400 Statuen, die der Art-brut-Bewegung zuzuordnen sind. Er verwendete einfache Materialien wie Zement und Sand (seit 2011 als Monument historique eingeschrieben)[1]

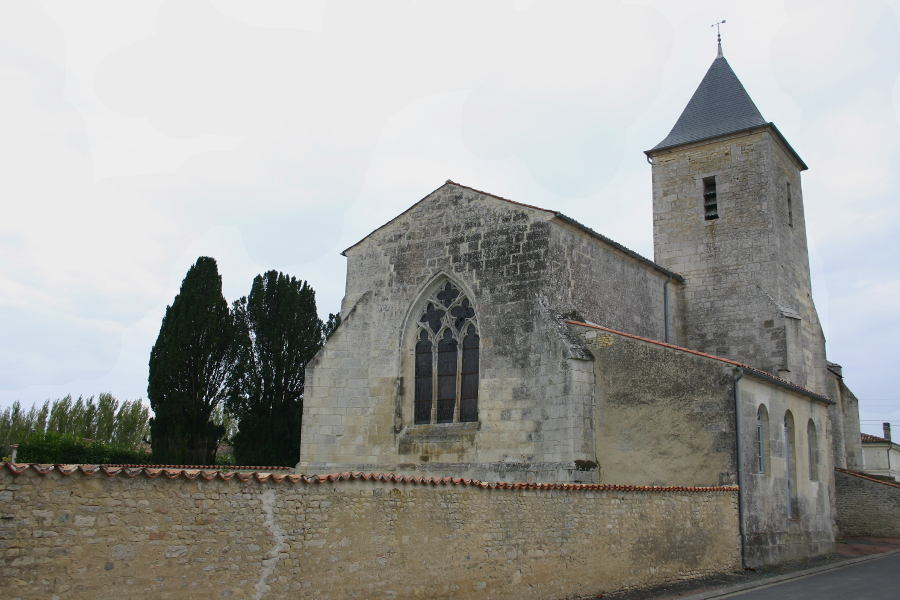
Kirche Saint-Hilaire

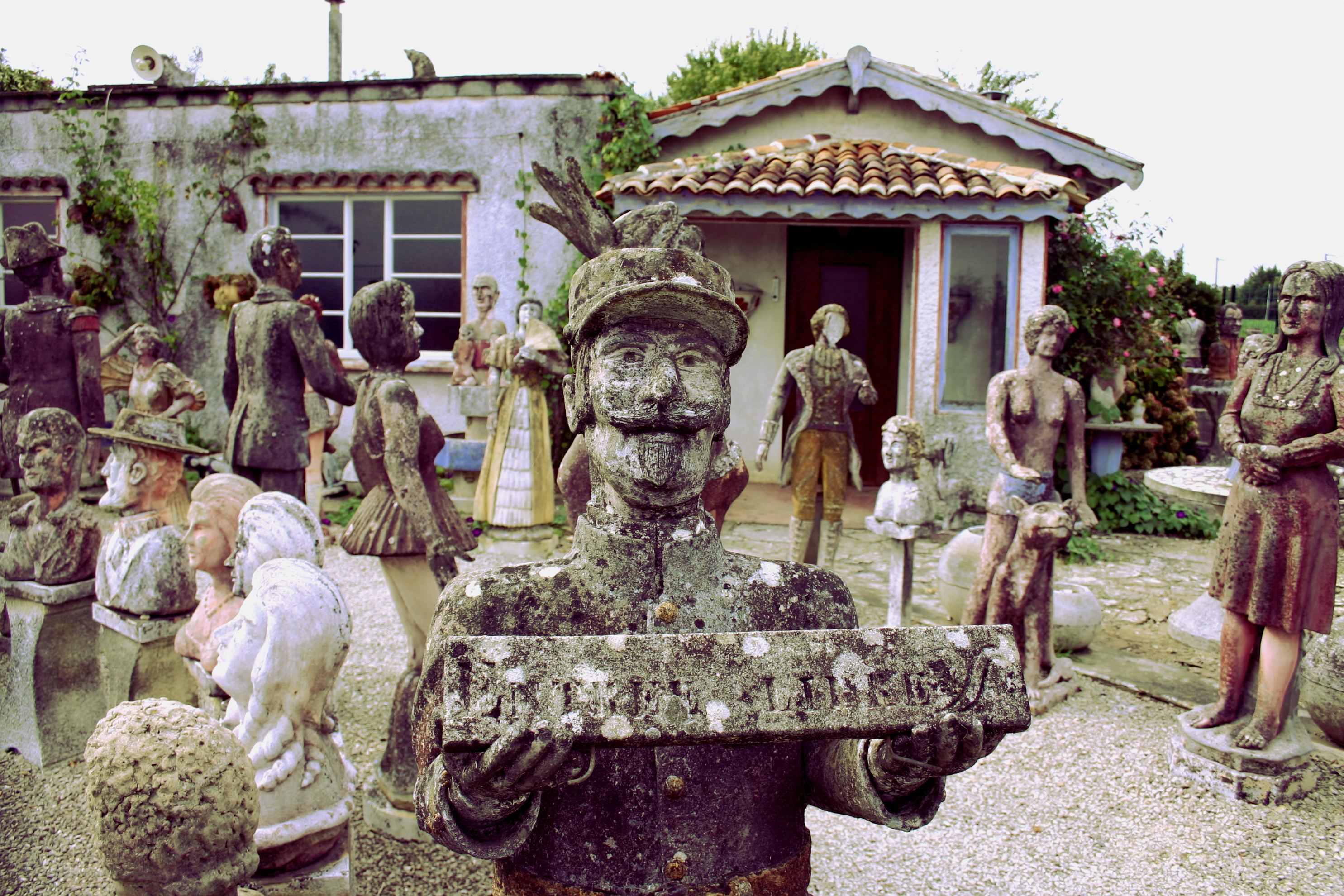
Jardin Gabriel (Skulpturengarten)

## Belege
1. ↑  Skulpturengarten auf pop.culture.gouv.fr (französisch)